# Eine kleine Sommermelodie
Eine kleine Sommermelodie ist ein deutscher Spielfilm der Tobis Film, der 1943/1944 produziert, von der nationalsozialistischen Filmzensur aber nicht zur Aufführung zugelassen wurde. Zu einer Uraufführung kam es erst nach dem Ende des Zweiten Weltkrieges.
Der von Rolf Meyer, Ernst Keienburg und Horst Kerutt geschriebene und von Volker von Collande inszenierte Fronturlauber- und Liebesfilm erzählt die Geschichte der Nachrichtenhelferin Eva-Maria Tiedemann und des Soldaten Wolfgang Schwab, die sich, als Wolfgang für ganz kurze Zeit nach Berlin kommt, kennenlernen und verlieben. Bevor sie ihre Kontaktdaten austauschen können, verlieren sie sich aus den Augen. Erst ein von Wolfgang komponiertes Landserlied bringt sie wieder zusammen.

## Handlung
Schauplatz der Handlung ist zunächst Berlin, die Zeit die Gegenwart des Zweiten Weltkrieges.
Die Rahmenhandlung ist in einem der Wunschkonzerte für die Wehrmacht angesiedelt, die seit dem 1. Oktober 1939 live aus dem Großen Sendesaal des Berliner Haus des Rundfunks übertragen wurden. Unteroffizier Wolfgang Schwab hat ein Lied komponiert – dem Kinopublikum wird dieses Lied an dieser Stelle noch vorenthalten –, das bei den Frontsoldaten große Beliebtheit erlangt hat und das unter seiner Dirigentschaft nun aufgeführt wird. Die Öffentlichkeit erfährt bei dieser Gelegenheit, dass Schwab das Lied für seine Begleiterin Eva Maria Tiedemann geschrieben hat.
Die Haupthandlung – Wolfgang und Eva-Marias Geschichte – wird als Rückblende erzählt. Wolfgang, der zu diesem Zeitpunkt noch einfacher Gefreiter ist und seinen Frontdienst im Schützengraben leistet, hat eine „Sommerliche Fantasie“ komponiert. Da sein Werk für den Rundfunk aufgezeichnet werden soll, darf er nach Berlin reisen und dort 36 Stunden verbringen. In der U-Bahn lässt er versehentlich seine Aktentasche mit der Partitur liegen. Eva-Maria, eine Kunststudentin, die im Abteil neben ihm gesessen hat, entdeckt das Malheur rechtzeitig, um ihm die Tasche noch hinterhertragen zu können. Nachdem Wolfgang sie in der U-Bahn gar nicht beachtet hatte, ist seine Aufmerksamkeit nun geweckt, und er bittet Eva-Maria, sich mit ihm um drei Uhr beim Bootshaus zu treffen, damit sie zusammen segeln können.
Wolfgang begibt sich zum Funkhaus und Eva-Maria zu ihrem Bekannten Heinz von Bergold, um in dessen Garten mit ihrer Freundin Helga Gutenberg Tischtennis zu spielen. Heinz ist in Eva-Maria verliebt und da er erfahren hat, dass er bei den Panzerjägern angenommen wurde und bald an die Front geht, nimmt er seinen Mut zusammen und gesteht der Freundin, dass er sie heiraten möchte. Heinz ist für Eva-Maria jedoch nur ein guter Kamerad, und so gibt sie ihm einen Korb.
An Wolfgang dagegen ist sie tatsächlich interessiert und so trifft sie sich mit ihm wie verabredet zum Segeln. Mit von der Partie ist ihr Dackel Helene. Wolfgang hat ein Radio an Bord und während sie draußen auf dem See sind, wird die „Sommerliche Fantasie“ gesendet, an deren Aufzeichnung er gerade mitgewirkt hatte. Wolfgang und Eva-Maria wissen voneinander nichts als ihre Vornamen, und so hat Eva-Maria, obwohl Wolfgang in leichtem Scherzton eine Fülle von Andeutungen macht, keine Ahnung, dass er der Komponist des Stückes ist. Auch als er wenig später ein Lied für sie komponiert – „Eva-Maria, die Welt ist schön“ – denkt sie sich nichts dabei.
Sie verbringen, als Liebende, die Nacht zusammen auf dem Boot. Noch bevor Wolfgang am Morgen erwacht, schleicht Eva-Maria aber davon und lässt nur ihren Dackel und eine Notiz zurück, dass Wolfgang sie um vier Uhr am Bahnhof Zoo treffen möchte.
Wolfgang, der an der Front zurückerwartet wird, muss seinen Zug nehmen und kann nicht auf Eva-Maria warten. Da sie immer noch keine Kontaktdaten ausgetauscht haben, beauftragt er vor der Abfahrt einige in Berlin zurückbleibende Kameraden, Eva-Maria zu finden und ihr seinem vollen Namen zu übermitteln. Den Dackel lässt er zurück, damit die Kameraden die Gesuchte leichter identifizieren können. Doch sowohl deren Bemühungen als auch Eva-Marias eigene Nachforschungen verlaufen erfolglos.
Eva-Maria und ihre Freundin Helga, die inzwischen beide als Nachrichtenhelferinnen arbeiten, verbringen einen Kurzurlaub an der französischen Atlantikküste. Dort lernen sie den deutschen Fliegeroffizier Arnold Kersten und dessen Mechaniker Otto Appelt kennen. Otto macht Helga den Hof, und Arnold verliebt sich in Eva-Maria. Nachdem sie nach Berlin zurückkehren, sieht es eine Zeitlang so aus, als könne Eva-Maria sich eine Partnerschaft mit Arnold vorstellen. Als er während eines Kriegseinsatzes vermisst wird, sorgt sie sich jedenfalls sehr um ihn und ist erleichtert, als er später wieder auftaucht. Während Arnold bei seinem Abenteuer unverletzt geblieben ist, endet Otto im Lazarett. Beim Versuch, Helga zuliebe das Reiten zu lernen, ist er nämlich vom Pferd gestürzt. Helga ist darüber gerührt, sie und Otto werden ein Paar.
In dasselbe Lazarett verschlägt es nach einer Verwundung auch Heinz, den Panzerjäger. Als Eva-Maria ihn an seinem Krankenbett besucht, gesteht er ihr, dass er eine andere Braut gefunden hat.
Eva-Maria kann Wolfgang nicht vergessen. Um sich abzulenken, meldet sie sich zum Nachrichtendienst ins deutsch besetzte Athen. Ihre Reise nach Griechenland führt über Straßburg, wo sie eine Nacht im Hotel verbringt – und beinahe Wolfgang begegnet, der dort, zwei Etagen über ihr, ebenfalls übernachtet. Ohne zu ahnen, wer sich da auf der jeweils anderen Seite mitteilt, geraten sie durch Zufall sogar in eine scherzhafte Kommunikation miteinander, die sie per Morsecode über ein Fallrohr führen.
Wolfgang reist von Straßburg weiter nach Warschau zu einem sehr schwierigen, von den Soldaten von Angst erwarteten Kampfeinsatz. Während sie auf die Kampfhandlung warten, singen sie Wolfgangs Lied „Eva-Maria, die Welt ist schön“. Augenblicklich steigt dadurch ihre zuvor entschieden gedrückte Moral. Das Lied findet Verbreitung und wird von deutschen Soldaten schließlich in allen Gebieten gesungen, in denen die Wehrmacht stationiert ist, auch in Athen. Dort hört auch Eva-Maria das Lied, erkennt es wieder und weiß jetzt endlich, wer Wolfgang ist. Sie reist ihm nach und entdeckt ihn in den Bergen in der Gondel einer Seilbahn.

## Produktion und Uraufführung
Der für den Film Eine kleine Sommermelodie verantwortliche Herstellungsleiter Fritz Klotzsch hatte in dieser Funktion für die Tobis seit 1940 gearbeitet und dort zunächst vor allem Filme wie Friedrich Schiller, Ohm Krüger, Menschen im Sturm und Die Entlassung produziert, die so unübersehbare Elemente von nationalsozialistischer Propaganda enthielten, dass die Wiederaufführung im befreiten Deutschland entweder von der Alliierten Militärzensur verboten wurde oder, wie im Falle von Ohm Krüger, von der Friedrich-Wilhelm-Murnau-Stiftung bis heute streng reguliert wird. Erst im militärischen Wendejahr 1942 begann Klotzsch auch Filme ohne offensichtliche propagandistische Elemente zu produzieren, die lediglich zu zerstreuen und zu unterhalten suchten. Als typischer Fronturlauberfilm nimmt Eine kleine Sommermelodie hier ein Zwischenstellung ein.
Volker von Collande, der eigentlich Schauspieler war, hatte sein Regiedebüt 1941/1942 mit dem Tobis-Film Zwei in einer großen Stadt – ebenfalls einem Fronturlauberfilm. Dieses Genre war 1938 im Anschluss an den Film Urlaub auf Ehrenwort entstanden und hatte mit Wunschkonzert und Die große Liebe zwei der größten Kassenschlager des NS-Kinos erlebt; Eine kleine Sommermelodie war der letzte Film in diesem Filmkorpus, das insgesamt etwa ein Dutzend Titel umfasst. Wie die meisten anderen Fronturlauberfilme hatte auch Eine kleine Sommerliteratur ein Originaldrehbuch, war also keine Literaturverfilmung.
Weitere Mitglieder des Produktionsstabs:
- Produktionsleiter: Walter Lehmann
- Aufnahmeleiter: Georg Kiaup, Harry Mellin
- Regieassistenz: Siegfried Krügler, Georges Metchikian
- Kameraassistenz: Hans Kühle, Romolo Laporta
- Bauten: Otto Moldenhauer, Franz Koehn
- Maske: Albert Zgraggen, Gertrud Schäfer
- Kostüme: Friedel Towae
- Ton: Eugen Hrich
- Liedtext: Willy Dehmel

Curd Jürgens, der zum Zeitpunkt der Produktion von Eine kleine Sommermelodie 27 Jahre alt war, hatte sein Filmdebüt bereits 1935 gehabt. Die Rolle des „Komponisten im Waffenrock“ war seine erste Hauptrolle und seine erste große Rolle als Liebhaber. Seine gleichaltrige Leinwandpartnerin Irene von Meyendorff dagegen war schon mehrfach als Hauptdarstellerin in Erscheinung getreten, etwa in dem Propagandafilm Leinen aus Irland und in dem populären Revuefilm Wir tanzen um die Welt. In der Nebenrolle des Fliegeroffiziers Arnold Kersten ist auch der Regisseur Volker von Collande zu sehen. Dagmar Altrichter gab in diesem Film in einer ganz kleinen Rolle ihr Leinwanddebüt; in ihrem folgenden Film, Heidesommer, wäre sie – hätte der Kriegsverlauf die Produktion nicht gestoppt – erstmals in einer Hauptrolle zu sehen gewesen.
Die Dreharbeiten für den Film Eine kleine Sommermelodie begannen am 19. Juli 1943 und wurden am 7. Oktober 1943 abgeschlossen. Sie fanden in Berlin und Umgebung statt; die Szene am Atlantikstrand wurde in Kampen auf Sylt gedreht und die Gebirgsszene im österreichischen Semmering.
Der Film ist in Schwarzweiß und 35 mm bei einem Seitenverhältnis von 1:1,37 produziert. Bei der Zensurvorlage am 9. November 1944 hatte er eine Länge von 2600 Metern bzw. 95 Minuten. Der Film wurde für die Aufführung nicht zugelassen. Das Verbot erfolgte, weil Filmhandlung und Kriegsrealität zum Zeitpunkt der Prüfung nicht mehr übereinstimmten. Die im Film dargestellte deutsche Truppenpräsenz in Athen war schon seit dem 12. Oktober 1944 der Wirklichkeit nicht mehr gegeben. Die Zensoren befürchteten, dass eine Aufführung des Films beim Publikum unerwünscht stark darauf hingewiesen hätte, wie dramatisch die militärische Lage sich inzwischen verschlechtert hatte.
Infolge einer Entscheidung der Alliierten Militärzensur blieb die Aufführung auch nach Kriegsende zunächst verboten. In der Bundesrepublik Deutschland übernahm die 1966 gegründete Münchner Transit Film die Kinoauswertung des Films. Eine FSK-Prüfung fand am 29. Juli 1982 statt; dabei lag eine 2409 Meter bzw. 88 Minuten lange Kopie vor.

## Kritik
„Propagandafilm mit melodramatischem Einschlag.“